# It's a Shame About Ray
It's a Shame About Ray è il quinto album in studio del gruppo musicale alternative rock statunitense The Lemonheads, pubblicato nel 1992.

## Tracce
1. Rockin Stroll
2. Confetti
3. It's a Shame About Ray
4. Rudderless
5. My Drug Buddy
6. The Turnpike Down
7. Bit Part
8. Alison's Starting to Happen
9. Hannah & Gabi
10. Kitchen
11. Ceiling Fan in My Spoon
12. Frank Mills

## Formazione
- Evan Dando - chitarra, voce
- Juliana Hatfield - basso, cori
- David Ryan - batteria